# Экситон (завод)
АО «Экситон» — российский завод, расположенный в городе Павловский Посад (входил в состав НПО НЦ), один из старейших изготовителей интегральных микросхем широкой номенклатуры. На заводе изготавливают кристаллы и собирают микросхемы, выпускаются разнообразные изделия электронной техники, применяемые в боевых стратегических ракетах, ракетах гражданского назначения, вычислительных и коммуникационных комплексах, системах средств связи.

## Историческая справка

### Основание завода
В 1941 году самые тяжёлые месяцы войны ПВО использовало одну советскую РЛС и одну РЛС отправили британские союзники. РЛС СОН (станция орудийной наводки GL-MKG) успешно сражалась с фашистскими самолётами, было уничтожено до 80 % бомбардировщиков, попадавших в периметр контроля станции, кроме этого расход боеприпасов был в 30 раз меньше, чем на зенитных батареях, управляемых звуколокатором. В 1942 году принято решение об организации производства аналога РЛС СОН на новом заводе № 465 г. Москва. На завод были доставлены специалисты из Ленинграда, привезённые из блокадного города. За год было воссоздано 30 типов электровакуумных компонентов, использованных в английской радиолокационной станции. Осенью было собрано два аналога СОН, успешно испытанных. Производить массово станцию орудийной наводки (СОН) было негде и не из чего. Помимо этого конструкторы, организаторы производства и учёные были репрессированы, и сидели в каторжных лагерях.
В Кремле понимали важность переоснащения систем ПВО. В начале 1943 г. военному инженеру Акселю Бергу (в советских лагерях отсидел 3 года) поручается подготовить предложения по развитию радиолокации в стране. После приёма у Сталина, где Берг донёс основные идеи радиолокации было принято постановление ГКО «О радиолокации», принятое 4 июля 1943 г. (за день до начала Курской битвы). Принятое постановление развивало комплексный подход к задаче: создание координационного Совета и двух научных центров, концентрация специалистов и подготовка кадров, создание новых и перепрофилирование имевшихся заводов, решение вопросов снабжения и тому подобное.
Решение задачи повышения качества радиоламп, особенно создания мощных генераторных ламп СВЧ — клистронов и магнетронов, было поручено Электровакуумному институту НИИ-160 (ныне — ГНПП «Исток»), а производство — специализированному заводу радиокомпонентов в Павловском Посаде (ныне — «Экситон»).
Постановлением № 4703 от 30 ноября 1943 г. «О производстве непроволочных сопротивлений и постоянных конденсаторов для радиолокационной и радиоприборной промышленности» Государственный комитет обороны СССР обязал Народный комиссариат электропромышленности (НКЭП) учредить специализированный завод радиодеталей по изготовлению высококачественных конденсаторов и резисторов. Согласно этому решению по приказу Народного Комиссариата электропромышленности, созданному 01.12.1943 года, недостроенная картонажная фабрика треста «Союзпроммонтаж» Народного комиссариата бумажной промышленности (НКБП) со всеми имеющимися постройками была передана в ведение 2ГУ НКЭП, в то время как техническое оснащение и кадры были переданы предприятию НКБП. А. И. Шокин вспоминал, что у подхода строительства радиозаводов были противники: «Н. Л. Попов и Е. Е. Глезерман объявили производство радиодеталей специализированными заводами ересью».
Совет народных комиссаров распорядился присвоить заводу наименование ГС завод № 175, произошло это в соответствии с распоряжением СНК № 23423-рс от 12.12.1943 г. по пр. № К-736с от 16.12.1943 г. С июля 1944 завод находился в ведении третьего главного управления при Совете Министров СССР. В 1944 году заводу было поручено разработать технологию изготовления: сопротивлений типа ТО и СС (Сопротивления типа «СС» более стойки, то есть величина их электрического сопротивления очень мало изменяется с течением времени при работе с нормальной нагрузкой), а также организовать выпуск партии в 25 тысяч единиц в третьем квартале; бумажных конденсаторов и организовать выпуск опытной партии в 10 тысяч единиц.
Создать завод, который смог бы выпускать нужные для того времени конденсаторы и резисторы, было сложно, так как велись военные действия. В это же время в Павловский Посад по поручению Наркомата прибыл Л. В. Плоткин.
В декабре 1943 года можно было наблюдать увеличение количества прибывших работников, имеющих представление о том, как необходимо изготавливать радиодетали. В основном приезжали из Ленинграда, но также были люди из Новосибирска и других городов. Возникла новая проблема — отсутствие мест, куда их можно было поселить. Недалеко от завода были два дома, состоящие из восьми квартир. Один из них был уже занят, а другой ещё не пригоден для использования. Было принято решение в ускоренном режиме достроить некоторые комнаты и заселить туда приехавших работников.
На заводе не было ни механического, ни технического оснащения. Как не было и технических устройств для перевозки грузов. Котельная, работающая с 1944 года, немного скрашивала ситуацию. Благодаря ей происходило производство пара, которого хватало для минимальных технологических нужд.
Сложности, возникшие во время строительства, не помешали организовать производство в кратчайшие сроки. Это было очень важно во время войны. В этом нуждалась индустрия и армия.
Главной и первой задачей в 1944 году являлось освоение изготовления различных конденсаторов и резисторов. К концу года всё это было освоено и начался полноценный выпуск изделий.
Рабочими являлись не только местные, но и приезжие. При начале работы завода числилось всего 30 работников, в конце 1944 года уже было 300 сотрудников. К концу 1945 года коллектив состоял уже из 800 человек.
В 1945 году заводу присвоено «Первое место среди предприятий города».
С 1946 года на заводе производились массовые радиодетали, конденсаторы, сопротивления. К тому времени завод находился в ведении 2ГУ МЭП.
В 1947 году при заводе создано ОКБ «Экситон».

### Послевоенное время
До 1952 года на заводе сменилось несколько руководителей, прежде чем пришел туда работать Борис Куржелевский. Он наладил ритмичную работу предприятия, без сбоев и авралов. Строгое выполнение трудовой дисциплины способствовало этому, высокая производительность труда во время рабочего периода. Директор не приветствовал работу после окончания смены и сам не задерживался после окончания рабочего времени. В этот период наладился экспорт качественной продукции и оборудования. Большое внимание директор завода уделял организации быта заводчан, а также занятиям в спортивных секциях. Куржелевский был награждён Сталинской премией за выдающиеся изобретения и коренные усовершенствования методов производственной работы.
В 1954 году завод начал выпуск стеклоэмалевых конденсаторов. Они не имели аналогов во всем мире, и разрабатывались с 1949 по 1951 год. В 1958 заводской хор, насчитывающий около сотни заводчан, выступал в Колонном зале Дома Союзов. В 1959 заводские спортсмены заняли первое место в летней олимпиаде Московского областного комитета профсоюзов. В команде участвовали футболисты, пловцы, городошники, атлеты, велосипедисты, стрелки, волейболисты.
Предприятие посещали многочисленные делегации и комиссии. Директор часто давал интервью, выступал по телевидению и радио. В 1960 году заводу присвоено звание «Предприятие коммунистического труда». Это было первое предприятие в стране, получившим такое высокое звание. Работникам таких предприятий выдавали значок ударник коммунистического труда. Затем Б. С. Куржелевского перевели на Томилинский завод полупроводниковых приборов, а директором Конденсаторного завода стал А. М. Иванов, который через два года был снят за ухудшение производственных показателей.

### Развитие производства до 1990-х
До 1961 года завод «Экситон» выпускал конденсаторы. На фоне отличного развития процесса производства, рождается вывод, что завод справится и с более сложными задачами: освоение производства микромодулей конструкции, напоминающей этажерочной конструкции. Это видит руководство в Москве, и предпринимает решение. Приказом Министерства электронной промышленности 20 июля 1962 года директором назначается А. В. Гробов. С его приходом начались на заводе начались реформы: производственные показатели производства намного улучшились. В то время работало десять тысяч человек на заводе, люди потоком заходили на завод. Много внимания А. В. Гробов уделял не только тонкостям и нюансам технологического процесса: сносились старые корпуса и возводились новые в несколько этажей, но и созданию оптимальных условий для быта и отдыха работников организации. Строились жилые дома, новые производственные здания, построены ведомственные детские сады, санатории на берегу Чёрного моря в районе Кабардинка, медицинская часть, пионерский лагерь, клуб, спортивный стадион «Юность». В этот же год предприятие получило Знамя за отличные производственные показатели в социалистическом соревновании в честь пятидесятилетия Советской власти.
Директор завода А. В. Гробов уделял большое внимание быту рабочих. Он организовал подсобное хозяйство в деревне Гаврино. Там выращивали овощи, зелень, разводили свиней. В столовой всегда можно было дёшево пообедать, за счет снабжения её продуктами со своего подсобного хозяйства.
На новогодние праздники директор организовывал доставку оленьей упряжки с севера. Дети катались на оленях, получали подарки, кормили оленей. Об этом много показывали по телевидению и озвучивали по радио.
В советское время завод «Экситон» был известен на всю страну, работать на заводе было престижно. В 1964 году завод полностью поменял профиль на производство микромодулей, стал головным предприятием. Было создано два филиала в Псковской и Орловской области для передачи производства конденсаторов.
С этого момента начинается обучение сотрудников в техникумах, институтах, аспирантуре. Завод всегда был кузницей кадров: в этом он был заинтересован. В год двадцатипятилетия завода директор организовал поездку заводского коллектива в эстрадную Москву, построен новый клуб «Космос», оснащенный мягкими креслами, обтянутыми бархатом. Министр электронной промышленности Шокин сказал: «Если все директора предприятий были такими, как А. В. Гробов, мне, как министру, не было б чего делать!». После перевода А. В. Гробова в Главк сменилось много директоров завода «Экситон».
А. В. Гробов перешёл на работу в МЭП начальником главка в апреле 1969 года. Вместо него директором назначили В. И. Еремеевского, после него были Г. П. Морозов, а затем М. П. Ковалёв.
В 1967 году предприятие приступило к подготовке производства интегрально-гибридных схем для радиоэлектронной аппаратуры. Работы неразрывно связаны с деятельностью конструкторского бюро «Экситон». Разработка новых изделий, работа по освоению по освоению новых изделий в массовом производстве приносили успех. В этом же году было присвоено звание «Предприятие высокой культуры и организации труда».
До 1963 г. носил название завод № 175 затем был переименован в Павлово-Посадский конденсаторный завод, а с с августа 1968 г. — носит название завод «Экситон».
В 1969 году предприятие по решению Министерства электронной промышленности полностью прекратило производство конденсаторов и переключилось на выпуск интегрально-гибридных и гибридных систем.
С 1970 года завод на базе микросхем собственного производства начал производить изделия для населения: телефонные аппараты и приставки к ним, кнопочные номеронабиратели. В 1978 г. телефонный аппарат «Электроника-Элетап-Микро» удостоен золотой медали на Лейпцигской ярмарке.
В 1980-е годы впервые завод начал производство персональных компьютеров: электронно-вычислительной техники, аппаратуру для учебных классов, компьютерных игровых комплексов, комплексных классов технических средств, различных видов таксофонов, карт для телефонной аппаратуры.
В 1990-е годы создан первый радиотаксофон «Экситон-201М1-RD».

### Российский период
В 2000-е годы государство прекратило финансирование завода и он обанкротился, в последующем его акционировали. Завод поделили пополам и на одной из половин были закуплены линии по производству пельменей, мяса, мясопродуктов и рыбы.
На второй половине производятся микросхемы для ракет. С 1980 г оборудование не обновлялось из-за отсутствия денег. ФГУП завод «Экситон» к 2000 году являлся практически единственным в России предприятием, осуществляющим одновременно разработку, серийное изготовление и поставку широкого спектра процессорных таксофонов, средств их централизованного контроля и крупносерийное производство таксофонных карт. Под маркой завода выпускались товары народного потребления: универсальные таксофоны «Экситон 201М», и «Экситон 202», предназначенные для внутригородских, междугородних, международных телефонных переговоров с оплатой электронными телефонными картами. В последующем все линии по производству таксофонов были демонтированы и сданы на металлолом.
В 2005 году завод выпускал интегральные схемы (тонкопленочные, толстопленочные, гибридные) и микросборки, а также специальное измерительное оборудование.
В 2018 году генеральный директор завода Хукеян Овсеп Эдвардович пытался обанкротить завод из-за задолженности в 16 млн рублей. Хукеяном было выпущено решение "Решение «Об организации производства интегральных микросхем и полупроводниковых приборов, выпускаемых АО „Экситон“, на ООО „Экситон“». В аренду ООО «Экситон»" был передан производственный комплекс, этой же компании была продана азотная станция. Прокуратурой г. Павловский Посад Московской области проводятся проверки. За период 2017—2019 сумма налоговых недоимок составила более 500 млн рублей.
На 2020 год выпускается около 1 миллиона микросхем в год.
АО «Экситон», «помогает» космическим ракетам долетать до МКС и функционировать ракетному комплексу «Тополь-М», а также многоцелевой ракете «Булава».
В 2022 году СМИ сообщили о планах открыть музей завода.

## Филиалы
- ОКБ завода «Экситон», Г-4085

Создано в 1947 г. Входило в НПК «Научный центр». Имело наименование «п/я Г-4085». Опытное конструкторское бюро занимается разработкой цифровых интегральных схем для телефонии и телевидения.
- Бывший Филиал Павлово-Посадского конденсаторного завода, М-5486

Находился в Орловской области г. Глазуновка. Имел название «п/я М-5486».

## Директора
- 08.1944-04.1946 г. — Можаев[имя?][6],
- 04.1946-11.1952 г. — В. П. Литарев[6],
- 11.1952-03.1960 г. — Б. С. Куржелевский[4][13],
- 04.1960-07.1960 г. — А. М. Иванов[источник не указан 1379 дней],
- 07.1962-11.1968 г. — А. В. Гробов[4][13],
- 11.1968-12.1981 г. — В. И. Еремеевский[4],
- 12.1981-05.1987 г. — Г. П. Морозов[4],
- 05.1987-06.1999 г. — М. П. Ковалев[4][13],
- 01.2003-01.2005 г. — В. А. Сидоров[4],
- 01.2005-08.2019 г. — О. Э. Хукеян[17],
- c 08.2019 — Ю. Н. Авакян[16][21].

## Скандалы
Летом 2002 года в близлежащих домах жители начали жаловаться на тошноту, жжение в груди и горле. На предприятии, расположенном недалеко от завода, двое сотрудников потеряли сознание. Ученики школы, расположенной вблизи, жаловались на резь в глазах и тошноту. Согласно заключению санэпидемстанции, произошла утечка соляной кислоты, а вблизи завода зафиксировано пятидесятикратное превышение предельно допустимой концентрации хлора. По сообщению «Московского Комсомольца», на самом заводе запаха не было, а его сотрудники не жаловались. Правоохранительные органы не обнаружили на заводе нарушений.

## Производство
1960-е: микромодуль СИПЭ-В7;
микросхемы серии 120, 132, 134, 142, 217, 218, 228, 235, 286;
телефонный аппарат «Электроника-Элетап-Микро».
1970-е: кнопочный номеронабиратель «Электроника НК-02»; Электроника «ЭКСИ ВИДЕО 01», включавший в себя К145ИК17;
с 1974 года: переносной электромегафон «Вития».
1980-е: компьютерно-игровой комплекс КИК; компьютерный диагностический комплекс «Электроника МС 0709» (на базе наиболее массовой в стране ПЭВМ семейства «Электроника БК», предназначенный для организации АРМ врачей-практиков различных специальностей); дисковод «Электроника МС5311»; комплекты учебной вычислительной техники «Электроника МС-0201, МС-0202, МС-0501, МС-0511»; специализированный высокоскоростной накопитель на магнитной ленте «Сигма-1500»;
с 1983 года: персональная ЭВМ «Электроника БК-0010» — первый в мире 16-разрядный бытовой компьютер;
в 1985 году: комплексный класс технических средств ККТС-2 (прототип КУВТ-86);
с 1986 года: комплект учебной вычислительной техники КУВТ-86 (с учебными местами на базе БК-0010Ш);
с 1987 года: персональная ЭВМ «Электроника БК-0010.01» (с механической клавиатурой и встроенным БЭЙСИКом);
с 1989 года: персональные ЭВМ «Электроника БК-0011» (развитие БК-0010 с встроенной поддержкой дисковода).
1990-е: радиотаксофон 201М1-RD;  телефонные карты ТК-3, ТК-4 с кристаллом T 192 ; устройство охранной сигнализации «Контур», предназначенное для охраны личного автотранспорта от посторонних лиц; система дистанционного управления телевизионными приемниками (СДУ) «Эльф»;
с 1990 года: персональная ЭВМ «Электроника БК-0011М» (она же «Электроника МС 0513»);
с 1994 года: таксофон «Экситон-201» для внутригородских, междугородных и международных переговоров при помощи кредитной карты; часы электронные «Электроника 2-11, 2-14»; усилитель «Вимия».

## Галерея

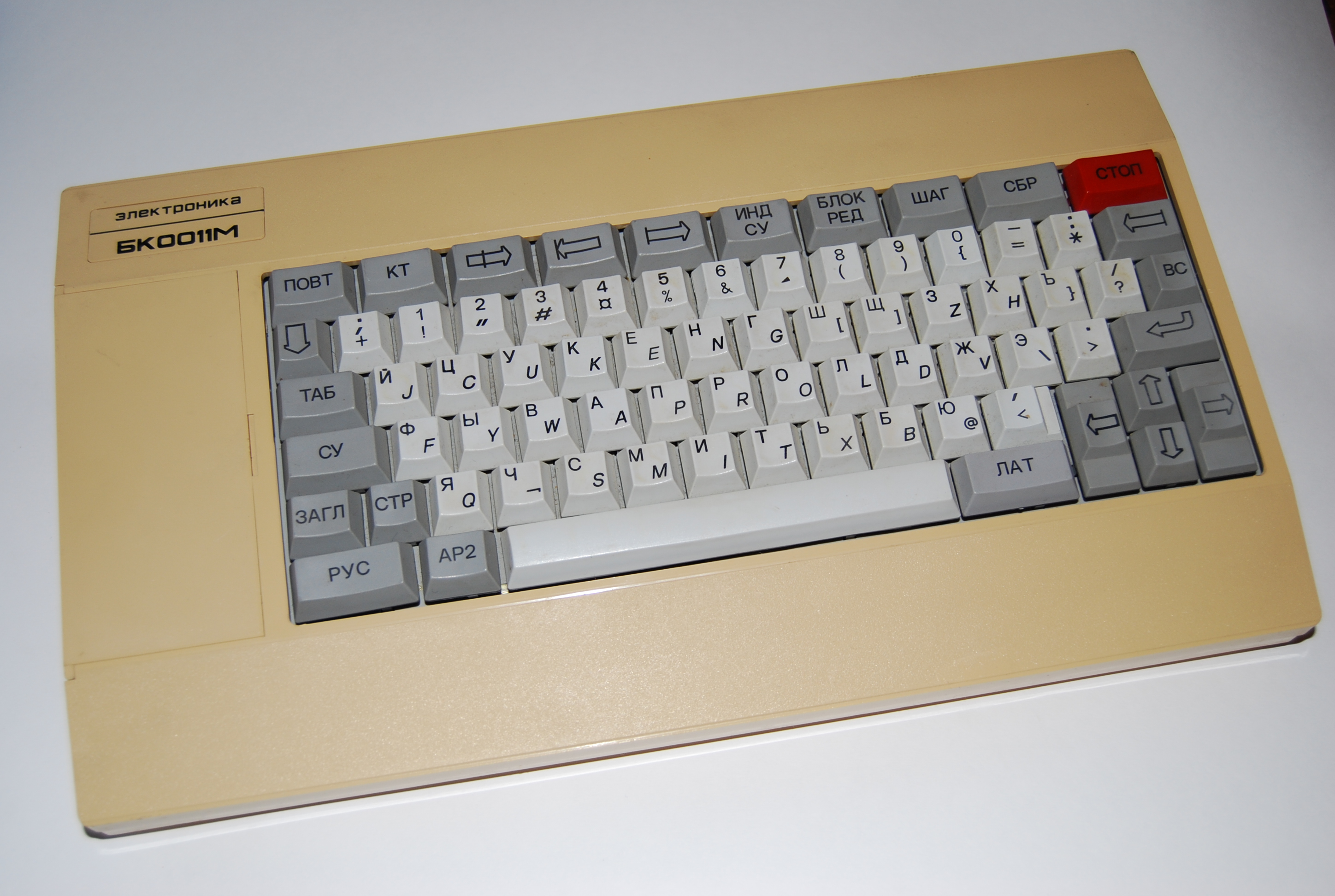
БК-0011М
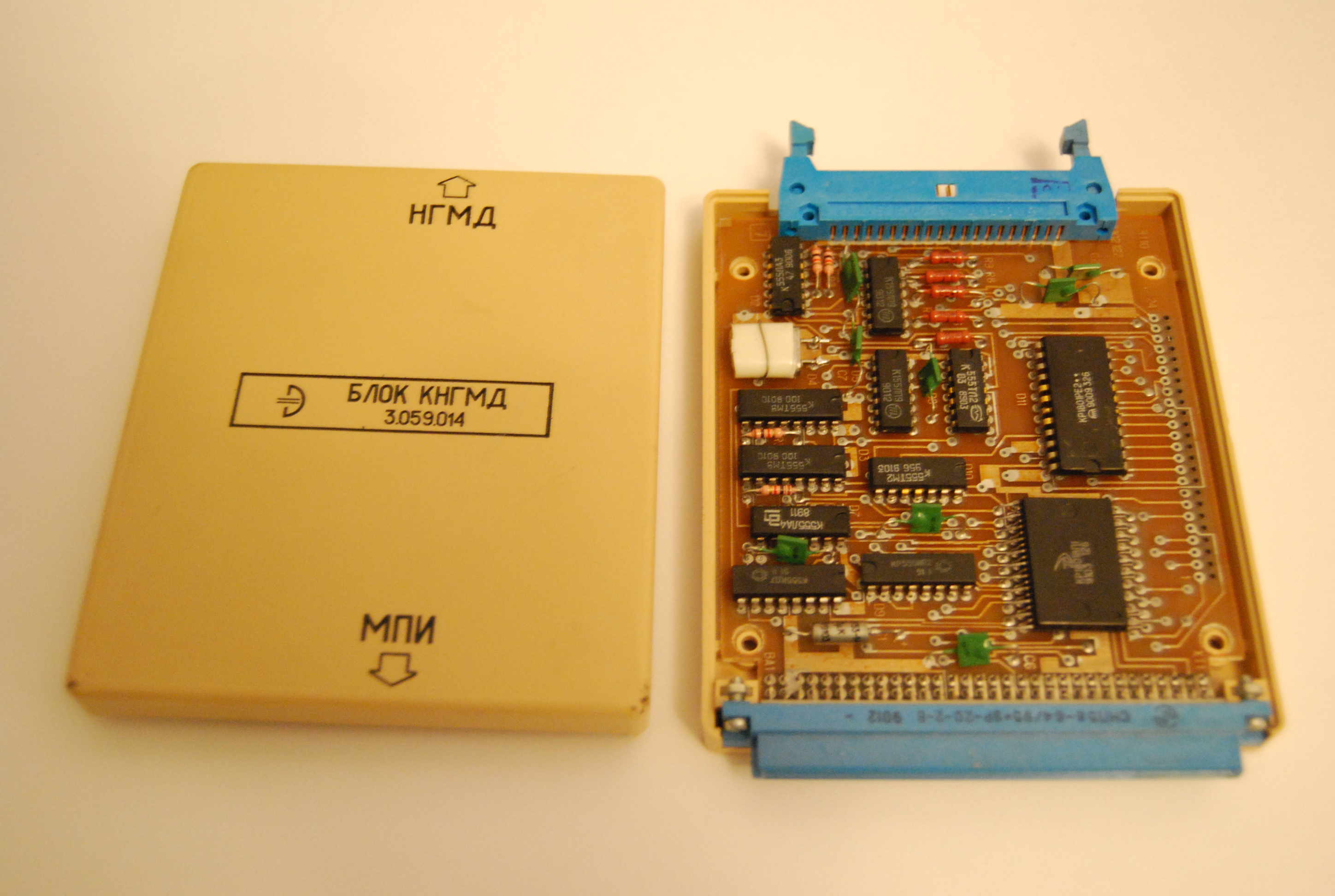
КНГМД для БК-0011М
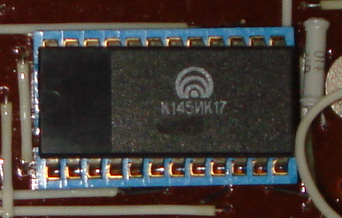
К145ИК17
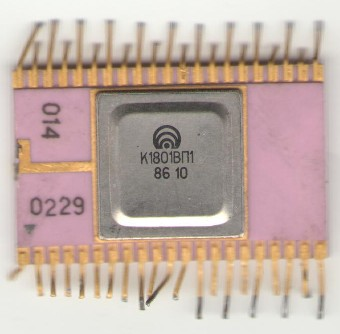
К1801ВП1